# Andrew McCutchen
Andrew Stefan McCutchen, född den 10 oktober 1986 i Fort Meade i Florida, är en amerikansk professionell basebollspelare som spelar för Milwaukee Brewers i Major League Baseball (MLB). McCutchen är outfielder.
McCutchen har tidigare spelat för Pittsburgh Pirates (2009–2017), San Francisco Giants (2018), New York Yankees (2018) och Philadelphia Phillies (2019–2021). Han var under första halvan av 2010-talet en av de bästa spelarna i National League, då han togs ut till fem raka all star-matcher 2011–2015 och vann ligans MVP Award 2013. Vidare erhöll han under den perioden fyra Silver Slugger Awards och en Gold Glove Award.

## Karriär

### Major League Baseball

#### Pittsburgh Pirates
McCutchen draftades av Pittsburgh Pirates 2005 som elfte spelare totalt direkt från high school och redan samma år gjorde han proffsdebut i Pirates farmarklubbssystem. Han debuterade i MLB den 4 juni 2009 och hade en bra rookie-säsong, där han hade ett slaggenomsnitt på 0,286, tolv homeruns och 54 RBI:s (inslagna poäng) på 108 matcher. Han kom fyra i omröstningen till National Leagues Rookie of the Year Award, men var den ansedda tidningen Baseball Americas val som årets rookie i ligan.
2010 var McCutchen helt ordinarie i Pirates och spelade 154 matcher. Han kopierade sitt slaggenomsnitt från föregående säsong och hade 16 homeruns och 56 RBI:s. Han kom femma i National League med 33 stulna baser. Året efter spelade han 158 matcher och sänkte sitt slaggenomsnitt till 0,259, men å andra sidan slog han 23 homeruns och hade 89 RBI:s. Han togs den säsongen ut till sin första all star-match. Motståndarnas pitchers började frukta honom, vilket visade sig i att han kom femma i National League med 89 walks.

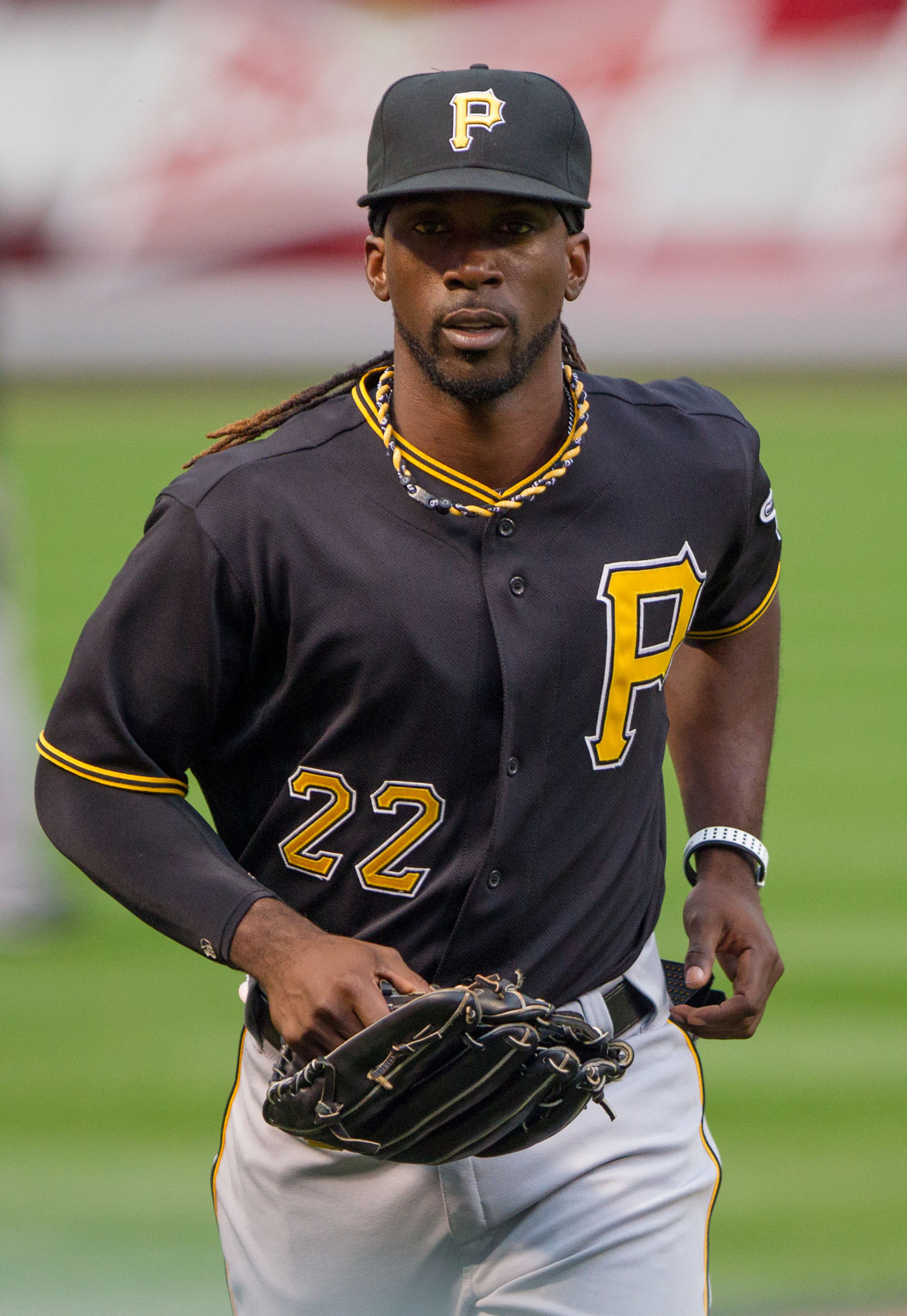
McCutchen i Pittsburgh Pirates dräkt 2012.

Även 2012 spelade McCutchen nästan alla Pirates matcher (157) och etablerade sig som en superstjärna med ett slaggenomsnitt på hela 0,327, 31 homeruns och 96 RBI:s. För andra året i rad togs han ut till all star-matchen och han vann sin första Silver Slugger Award och sin första Gold Glove Award. Hans slaggenomsnitt var näst bäst i National League och hans on-base % (0,400), slugging % (0,553) och on-base plus slugging (OPS) (0,953) var tredje bäst. Vidare var han bäst i ligan med 194 hits, tvåa med 107 poäng och åtta med 31 homeruns och 70 walks.
McCutchen följde upp 2012 med ett minst lika framgångsrikt 2013, där han hade ett slaggenomsnitt på 0,317, 21 homeruns och 84 RBI:s. Han togs ut till sin tredje all star-match i följd och vann sin andra Silver Slugger Award i följd, men framför allt vann han National Leagues prestigefyllda MVP Award, som den mest värdefulla spelaren i ligan. Hans on-base % (0,404) var tredje bäst i ligan, hans slugging % (0,508) och OPS (0,911) var sjätte bäst och hans slaggenomsnitt var sjunde bäst. Med 185 hits var han vidare tredje bäst i ligan, hans 78 walks var fjärde bäst, hans 97 poäng och 27 stulna baser var sjätte bäst och hans 38 doubles var sjunde bäst. Pirates gick för första gången på många år till slutspel, men där presterade McCutchen dåligt; på sex matcher hade han i och för sig ett slaggenomsnitt på 0,333, men inga homeruns eller RBI:s.
2014 togs McCutchen ut till sin fjärde all star-match i rad, men för första gången valdes han att spela från start. Han gjorde återigen en stark säsong, där han var bland de tio bästa i ligan i flera viktiga statistikkategorier: etta i on-base % (0,410) och OPS (0,952), tvåa i slugging % (0,542), trea i slaggenomsnitt (0,314), fyra i walks (84), sjua i doubles (38), åtta i homeruns (25), nia i hits (172) och tia i poäng (89). Pirates gick till slutspel för andra året i rad, men åkte ut direkt i National League Wild Card Game (NLWC) mot San Francisco Giants. Efter säsongen erhöll McCutchen sin tredje Silver Slugger Award i följd. Han kom trea i omröstningen till National Leagues MVP Award.
Inledningen av 2015 års säsong var inte vad McCutchen hade hoppats på, men den 29 april nådde han milstolpen 1 000 hits. I juli togs han ut till all star-matchen för femte året i rad. Han spelade bra i augusti (0,348 i slaggenomsnitt, 0,470 i on-base %, 0,609 i slugging %, 1,079 i OPS, fem homeruns och 19 RBI:s på 27 matcher) och utsågs till Player of the Month (månadens spelare) i National League. Hans statistik för 2015 blev ett slaggenomsnitt på 0,292, 23 homeruns och 96 RBI:s. I slutspelet åkte Pirates för andra året i rad ut direkt i NLWC, denna gång mot Chicago Cubs. Efter säsongen erhöll McCutchen Roberto Clemente Award och sin fjärde Silver Slugger Award i följd.
McCutchens första halva av 2016 års säsong var en besvikelse; i slutet av juni var hans slaggenomsnitt bara 0,238 och hans OPS på 0,716 var mycket sämre än brukligt för honom. En del av förklaringen var en svullen tumme som besvärade honom. I början av augusti bänkades han i några matcher i ett försök att få honom att förbättra sitt spel. Totalt under säsongen hade McCutchen ett slaggenomsnitt på 0,256 (sämst dittills under karriären), 24 homeruns och 79 RBI:s.
McCutchens defensiva spel som centerfielder bedömdes av Pirates inför 2017 års säsong som så försämrat att han flyttades till rightfielder för första gången i karriären. Hans ersättare som centerfielder, Starling Marte, stängdes dock av 80 matcher för dopning redan i mitten av april, varpå McCutchen flyttades tillbaka dit. McCutchen inledde säsongen svagt, men kom igen i juni då han utsågs till Player of the Month i National League efter att ha haft ett slaggenomsnitt på 0,411 och slagit sex homeruns med 23 RBI:s. I en av säsongens sista matcher slog han för första gången i karriären en grand slam homerun och hade åtta RBI:s i matchen, vilket var personligt rekord. Bara fem spelare i MLB:s historia hade före McCutchen slagit minst 200 homeruns utan att någon av dem var en grand slam. Han hade 2017 ett slaggenomsnitt på 0,279, 28 homeruns (näst flest i karriären) och 88 RBI:s. Efter säsongen utnyttjade Pirates sin möjlighet att förlänga McCutchens kontrakt med ett år för 14,5 miljoner dollar.
Inför 2018 års säsong bytte Pirates bort McCutchen till San Francisco Giants i utbyte mot ett par unga talanger.
Under sina nio säsonger för Pirates hade McCutchen ett slaggenomsnitt på 0,291, 203 homeruns (fjärde flest i klubbens historia) och 725 RBI:s (elfte flest i klubbens historia).

#### San Francisco Giants

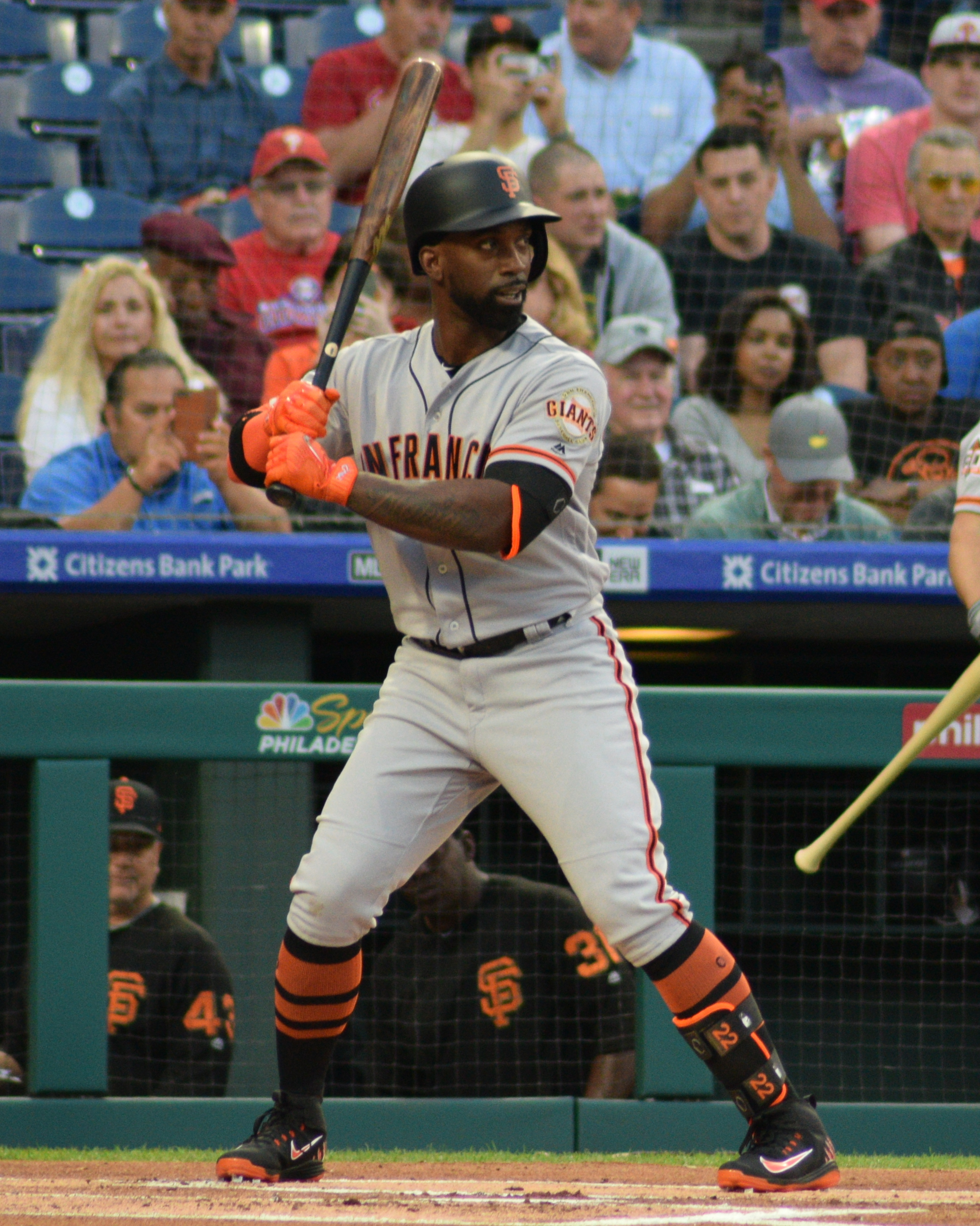
McCutchen i San Francisco Giants dräkt 2018.

McCutchen flyttades till rightfielder när han kom till San Francisco. I klubbens sjunde match för säsongen hade han sex hits, personligt rekord, varav den sista var en walk-off homerun i 14:e inningen värd tre poäng. Det blev inte ens en hel säsong för Giants för McCutchen, som byttes bort till New York Yankees i slutet av augusti i utbyte mot två farmarklubbsspelare. På 130 matcher för Giants hade han ett slaggenomsnitt på 0,255, 15 homeruns och 55 RBI:s.

#### New York Yankees
Under resten av grundserien spelade McCutchen 25 matcher för Yankees med ett slaggenomsnitt på 0,253, fem homeruns och tio RBI:s. Totalt nådde han därmed 20 homeruns och 65 RBI:s under 2018. I slutspelet gick Yankees till American League Division Series (ALDS), där det blev förlust mot Boston Red Sox. Efter säsongen blev McCutchen free agent för första gången.

#### Philadelphia Phillies
I december 2018 skrev McCutchen på för Philadelphia Phillies. Kontraktet löpte över tre år och var värt 50 miljoner dollar, med en möjlighet för klubben att förlänga det med ett år till för 15 miljoner dollar. Om klubben inte ville utnyttja den möjligheten fick man i stället betala honom tre miljoner dollar. Hans debutsäsong för Phillies avbröts abrupt i början av juni, då han drabbades av en främre korsbandsskada i vänster knä i en match mot San Diego Padres. Han opererades en dryg vecka senare. McCutchen hann bara med 59 matcher 2019, under vilka han hade ett slaggenomsnitt på 0,256, tio homeruns och 29 RBI:s.
McCutchen var inte helt återställd när 2020 års säsongspremiär närmade sig, men på grund av covid-19-pandemin sköts denna upp till slutet av juli och vid det laget var han redo för spel. Han spelade 57 av klubbens 60 matcher, med ett slaggenomsnitt på 0,253, tio homeruns och 34 RBI:s. Året efter hade han sitt klart sämsta slaggenomsnitt dittills under karriären (0,222) men dock 27 homeruns och 80 RBI:s. Efter säsongen valde Phillies att köpa ut honom för tre miljoner dollar hellre än att förlänga kontraktet ett år för 15 miljoner dollar, och han blev därför free agent.

#### Milwaukee Brewers
I mars 2022 skrev McCutchen på ett ettårskontrakt med Milwaukee Brewers som rapporterades vara värt 8,5 miljoner dollar. Den 26 april stal han sin 200:e bas under grundserien i karriären och han blev därmed den 51:a spelaren i MLB:s historia att nå både 200 homeruns och 200 stulna baser. Den 23 september nådde han milstolpen 1 000 RBI:s som den 296:e spelaren i MLB:s historia.

### Internationellt
McCutchen tog guld för USA vid World Baseball Classic 2017. Han spelade sex matcher och hade ett slaggenomsnitt på 0,238, inga homeruns och fem RBI:s.